# سوبهاش دوتا
سوبهاش دوتا (انگلیسی: Subhash Dutta؛ ۹ فوریهٔ ۱۹۳۰ – ۱۶ نوامبر ۲۰۱۲) کارگردان و بازیگر سینما و تئاتر اهل کشور بنگلادش بود. وی در ابتدا پوستر فیلم‌های بنگلادشی را طراحی می‌کرد و پس از مدتی به کارگردانی و بازیگری روی آورد. این هنرمند، نخستین فیلمش را در سال ۱۹۶۴ کارگردانی کرد. وی در فیلم‌های فراوانی بازی کرده است.